# Latif Yahia
Latif Yahia  (Árabe: يحيى‎ لطیف‎, Laṭīf Yaḥīa), (14 de junho de 1964)) é um autor e ex-militar iraquiano, que serviu como soldado na Guerra Irã-Iraque. De acordo com Latif, e outras fontes, ele serviu como um sósia de Uday Hussein, filho do presidente iraquiano Saddam Hussein.

## Sósia de Uday
Yahia nasceu em uma família curda. Durante a sua educação, Latif afirmou ter sido colega de Uday Hussein, e que já naquela época seus colegas comentaram sobre sua semelhança com Uday.
Yahia diz que se tornou sósia de  Uday, após o início da Guerra Irã-Iraque. Latif recebeu uma ordem para se apresentar no palácio presidencial. Após a sua chegada, Latif foi informado de que ele viria a se tornar dublê de Uday, para fazer aparições públicas sempre que uma situação de perigo fosse esperada. Latif inicialmente se recusou a aceitar o trabalho e foi posteriormente colocado em confinamento solitário. Após sua prisão, Latif concordou em ser o sósia de Uday. Ele foi treinado durante seis meses, para imitar os padrões de Uday fala e forma. Ele passou por uma cirurgia e tratamento dentário para fazer suas aparições mais similar. 
Durante a invasão iraquiana do Kuwait, Latif Yahia foi usado como um impulsionador de moral para as tropas iraquianas e enviado para Baçorá posando como Uday para se reunir com as tropas. Em entrevista à BBC News, no programa HARDtalk em 1996, Yahia disse que Uday era "pior do que um psicopata" e afirmou que Uday tomou "uma mulher bonita e transformou-a em um pedaço de carne que mal conseguia respirar." Ele acrescentou que a mulher foi assassinada e seu corpo jogado fora. Uday era conhecido por suas atrocidades de caráter psicótico e doentio. 
O filme O Dublê do Diabo, dirigido por Lee Tamahori e estrelado por Dominic Cooper como Yahia, foi lançado em 22 de janeiro de 2011, e conta a história da vida Yahia, depois que ele se tornou sósia de Uday.

## Livros
- I was Saddam's Son released on May 1, 1994 by Arcade Publishing Hardcover: 250 pages Co-author: Karl Wendl.
- The Devil's Double released on June 5, 2003 by Arrow Books Ltd. Paperback: 334 pages.
- The Black Hole released on November 20, 2006 by Arcanum Publishing. Paperback: 224 pages.